# Хансен, Даг
Дуглас «Даг» Хансен (англ. Douglas "Doug" Hansen; 1949, США — 11 мая 1996, Эверест) — американский альпинист, участник экспедиции Adventure Consultants под руководством Роба Холла. Погиб во время трагедии на Эвересте в 1996 году.

## Биография
Даг Хансен родился в 1949 году в США. Работал почтальоном. Занимался альпинизмом как любитель, участвовал в различных восхождениях на горы Северной Америки.
Хансен стремился покорить Эверест несколько лет. В 1995 году он уже участвовал в экспедиции Adventure Consultants, но был вынужден повернуть назад из-за плохой погоды. Для него восхождение 1996 года стало второй попыткой достичь вершины.

## Гибель на Эвересте
В мае 1996 года Хансен вошёл в состав коммерческой экспедиции под руководством новозеландского альпиниста Роба Холла. 10 мая он продолжил восхождение, несмотря на позднее время, и сумел достичь вершины Эвереста.
На обратном пути Хансен сильно ослабел и потерял силы. По свидетельствам участников экспедиции, он не мог самостоятельно двигаться и страдал от нехватки кислорода. Роб Холл остался рядом с ним, пытаясь помочь спуститься.
Оба альпиниста оказались застигнуты снежной бурей в районе Южной вершины. Хансен умер от истощения и обморожения в ночь на 11 мая 1996 года. Роб Холл скончался на следующий день, не покинув товарища.

## Наследие
История Дага Хансена получила широкую известность благодаря книге Джона Кракауэра «Into Thin Air» («В разрежённом воздухе») и её экранизациям. Его судьба стала символом рисков, связанных с коммерческими экспедициями на Эверест.